# شیلدرگاسه

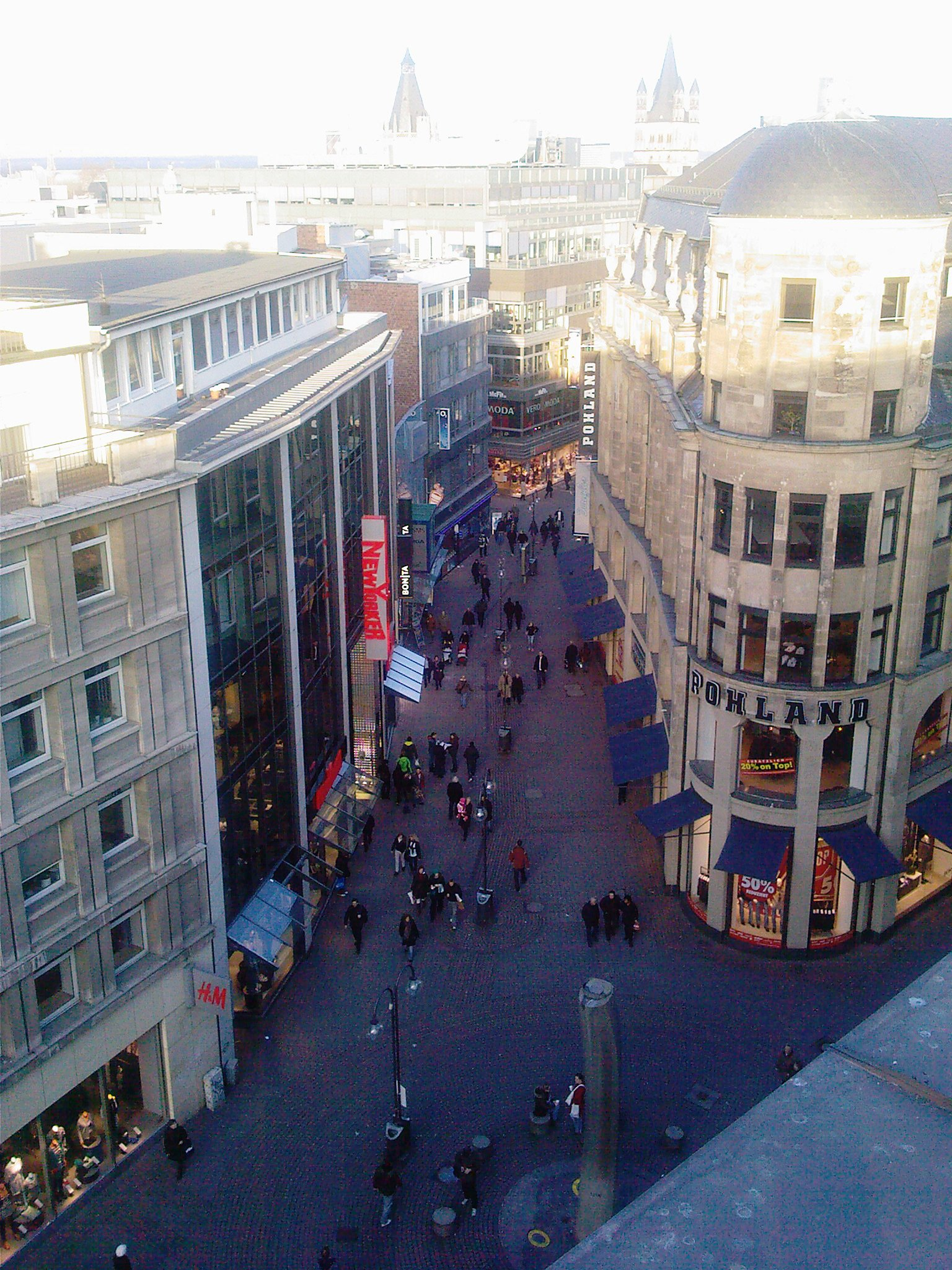

شیلدرگاسه (Schildergasse) نام خیابانی در مرکز شهر کلن در کشور آلمان است که دارای تعداد زیادی مراکز خرید بوده و طبق برآوردها در هر ساعت حدود 13000 نفر از آن عبور میکنند و به این ترتیب از شلوغ ترین خیابان های اروپا به شمار میرود. این خیابان, مسیری پیاده رو بوده و طول آن حدود 500 متر است.